# Sobral do Campo
Sobral do Campo is een plaats (freguesia) in de Portugese gemeente Castelo Branco en telt 516 inwoners (2001).